# Ruger Standard
Ruger Standard — перша модель з лінійки напівавтоматичних пістолетів під Набій кільцевого запалення .22 LR, представлена у 1949 році як перший продукт, вироблений компанією Sturm, Ruger & Co.. Використовується найчастіше для спортивної стрільби та розважальної стрільби по мішенях.
Пістолет був розроблений збройовим майстром Вільямом Рюгером за кілька років по завершенні Другої світової війни на основі трофейного японського пістолета Nambu придбаного у військовослужбовця США. Використовуючи силует і принципи роботи Nambu, Рюгер створив свій перший прототип який він представив Алексу Штурму з метою залучення коштів на створення зброярні.